# Affaire Pronnier
L'affaire Pronnier est une affaire criminelle française survenue en 1951 à Grenay dans le Pas-de-Calais, que la direction du PCF a tenté d'utiliser pour accuser les meneurs des grèves des mineurs de 1941, 1947 et 1948, d'avoir laissé faire ou même encouragé la détention d'armes par d'anciens résistants, même s'ils seront innocentés par la justice.
Craignant les conséquences de la grève lancée après un coup de grisou causant douze morts au début de février 1951, les Houillères demandent à un de leurs informateurs, un salarié accusé sept ans plus tôt d'un meurtre mais jamais condammné, Paul Pronnier, de créer une diversion en mettant le feu la nuit à des hangars à foin. Le 19 février 1951 à Grenay deux paysans le découvrent et le pourchassent à coup de bâton. 
Tous les quotidiens nationaux suivent l'affaire, Le Monde y consacrant à lui seul une quinzaine d'articles car Pronnier tue un des paysans qui le poursuivent d'un coup de revolver puis tente de se faire passer pour le simple exécutant d'une mission terroriste commanditée par le PCF, dont il a été brièvement membre six ans plus tôt. La police annonce des saisies d'armes anciennes, lors de perquisitions, pour partie chez d'anciens résistants.
Particulièrement visée, la fédération communiste du Pas-de-Calais, la troisième de France, selon les Renseignements généraux, avec 15 220 adhérents dans 242 cellules, dont cent d'entreprises. La direction du PCF souhaite affaiblir ses dirigeants, d'anciens héros de la résistance qui lui font de l'ombre, qui avaient animé la grève des 100 000 mineurs de 1941, puis la celle de 1947 et la grève des mineurs de 1948 : elle leur reproche d'avoir laissé Paul Pronnier infiltrer le PCF. Au cours des trois années qui suivent, les cinq premiers dirigeants régionaux sont ainsi évincés du PCF, y compris Auguste Lecœur, principal rival de Maurice Thorez. Joseph Legrand, numéro un de la fédération PCF du Pas-de-Calais est accusé de manque de vigilance et perd son poste dès avril 1951.
Pronnier se présente comme ex-capitaine des FTP, mais son ancien chef dans la Résistance, André Pierrard, dément et affirme ne plus l'avoir revu depuis 1943. L'enquête établit qu'il n'avait plus aucun lien avec les résistants depuis 1945. Il est convoqué par une commission d'enquête interne menée par deux dirigeants du PCF, Léon Mauvais et Gaston Auguet, qui insinuent que dans la Résistance Pierrard « menait une vie assez large »  et que le groupe dont faisait partie Pronnier « pourvoyait en somme à cela », en évoquant un hold-up commis non par Pronnier mais par un autre résistant, « le grand François ». Pierrard lui répond que l'argent a été restitué au PCF et apporte le lendemain le reçu le prouvant.
Finalement, l'accusé reconnaît être un informateur politique rémunéré par les Charbonnages de France puis avoir participé à un autre meurtre, celui d'un collaborateur, sept ans plus tôt. L'enquête découvre que son propre père avait été lui aussi été condamné à une peine relativement légère, dans une troisième affaire de meurtre, également à la fin de la guerre. Echouant à montrer qu'il n'était qu'un simple exécutant du PCF, il est condamné à mort, puis à la perpétuité, après un arrêt de la Cour de cassation.

## Contexte

### Catastrophe minière dans une ville voisine les jours précédents
Dix jours plus tôt onze mineurs avaient été tués à la fosse no 5 - 5 bis fr Bruay-en-Artois, proche de 15 kilomètres,, réputée très grisouteuse.
Dès le 13 janvier 1951, Henri Grave, délégué mineur à l'hygiène et à la sécurité avait noté des fragilités puis le 5 février signalé le danger causé par les poussières sur le même lieu. Le 7 février, il note sur son carnet : « Trop de poussières. Grave danger », juste avant de périr, comme dix autres mineurs dans l'explosion. Il fait partie des victimes de la catastrophe  mais sa famille fait retirer le corps de la cérémonie officielle, protestant contre ses modalités d'organisation. La cérémonie religieuse se déroule sur la place, suivie d'une allocution prononcée par Mgr Perrin, évêque d'Arras.
Le climat social reste alors tendu, la répression sévère de la grève des mineurs de 1948 n'ayant pas empêché la longue grève des dockers de 1950, émaillée de violences et de décès au cours du printemps 1950, huit mois seulement avant le coup de grisou.

### Elimination des figures de la Résistance dans les pays communistes
L'affaire Pronnier démarre sur fond d'élimination des figures de la Résistance dans les pays communistes, accusées de comploter avec des dirigeants communistes français. Parmi les cibles, le dirigeant tchèque Arthur London, ex-chef de la Main d'oeuvre immigrée, qui avait obtenu printemps 1947 l’autorisation de soigner sa tuberculose à Genève via l'organisation caritative américaine de Noel Field, « sous-marin » communiste et reçu en Suisse la visite de très nombreux responsables communistes français et étrangers. London prolongea son séjour en Suisse, puis son visa pour prendre une poste de conseiller à l’ambassade tchèque à Paris lui fut refusé. Dès 1949, le procès de Laszlo Rajk a "fait disparaître la plupart des anciens interbrigadistes de Hongrie" et  il est exposé à des suspicions, déchargé de ses attributions à Prague. Le 28 janvier 1951, il est embarqué par la police pour 27 mois à l’isolement absolu dans la prison de Ruzyn, sa famille restant sans nouvelle, jusqu’au procès de novembre 1952. Au printemps 1951, des conseillers soviétiques, en prévision d'un futur procès, viennent à Prague trouver des accusateurs tchèques contre "le juif Slansky et d’autres nationalistes bourgeois sionistes" qui "seraient à la tête d’un complot tentaculaire". D’abord réticent, Klement Gottwald, numéro un tchéque, va finalement obéir. Slansky et Geminder sont arrêtés en novembre 1951, et Arthur London est présenté comme un comparse dans un montage conspiratif en invoquant ses relations avec Noel Field, déjà mis en cause dans le procès de Laszlo Rajk, ou le Britannique Koni Zilliacus. D’abord décidé à tout nier, Arthur London céda progressivement à ses accusateurs à partir de juillet 1951.

### Tactique d'élimination des rivaux par Maurice Thorez au PCF
Une première vague d'élimination de résistants avait débuté au XIIe congrès du PCF d'avril 1950, coïncidant avec le 50e anniversaire du secrétaire général du PCF Maurice Thorez quelques mois après le 70e de Staline, lançant un culte de la personnalité au sein du PCF. « Sans exception », tous les orateurs avaient dû vanter les mérites de Maurice Thorez, qui avait téléguidé les déclarations de plusieurs d'entre eux accusant la fédération du Pas-de-Calais de n'avoir « pas encore liquidé entièrement les positions sectaires » ou « sous-estimé l'importance de la lutte pour la paix ». Selon le journaliste, écrivain et historien Pierre Daix, ce congrès a évincé 27 militants, « généralement des résistants comme Jean Chaintron ou des déportés comme Auguste Havez », sur la base d'une liste préparée avant par Maurice Thorez.

### Rivalité historiographique Thorez-Lecœur
Le  Pas-de-Calais est le département d'Auguste Lecœur, artisan de la "bataille du charbon" permettant de rétablir l'énergie nécessaire à la reconstruction du pays après la guerre, secteur dont il avait la charge au gouvernement, jusqu'à ce que les communistes en soient chassés au printemps 1947.
Les Éditions sociales, appartenant au PCF, ont publié en décembre 1949 un livre sur la Grève des 100000 mineurs du Nord-Pas-de-Calais de 1941, tentant d'accréditer dès les premières pages du premier chapitre  la thèse, contredite ensuite par tous les historiens, d'une grève menée à l'appel de Maurice Thorez et Jacques Duclos, les deux dirigeants du PCF. Cette thématique est de nouveau mise en avant durant toute l'année 1950, en exigeant des ex-résistants qu'ils y adhèrent publiquement, dans le cadre d'un culte de la personnalité de Maurice Thorez.
Alors que la première plaque sur le monument commémoratif de la grève de 1941 de Montigny-en-Gohelle mentionnait « ici le 26 mai 1941 fut déclenchée la grève des 100 000 mineurs... », une seconde plaque fut scellée au-dessus par le PCF pour ajouter « Répondant à l'appel historique lancé du sol national le 10 juillet 1940 par Maurice Thorez et Jacques Duclos, décrédibilisant le monument car « en 1940 Duclos est en Belgique tandis que Thorez est en URSS »,.
Auguste Lecœur, principal animateur de cette la grande grève de 1941, apparaît alors d'autant plus comme un gêneur qu'il a exprimé des soucis de vérité historique auprès de l'écrivain Louis Aragon, qui doit publier au cours de l'année 1950 le deuxième tome de son œuvre Les Communistes, dont un épisode a lieu dans le stade d'Hénin-Liétard, dans le bassin minier du Pas-de-Calais. Aragon publiera ainsi à quinze ans d'intervalle deux versions divergentes de son propre récit sur ces événements.

### Rivalité Duclos-Lecœur
En octobre 1950, Thorez, victime de crises d'hémiplégie, part se faire soigner en URSS, remplacé par Jacques Duclos, qui se méfie alors d'un rival Auguste Lecœur, leader des résistants du Pas-de-Calais, qui était parvenu, malgré le début des premières purges, à faire élire au comité central deux d'entre eux, Joseph Legrand et Roger Pannequin,, deux des dirigeants communistes locaux visés par l'affaire Pronnier. 
Jacques Duclos profite alors que cette affaire émerge sur les terres d'Auguste Lecœur pour l'obliger à éliminer ses propres partisans et ainsi s'en faire des ennemis alors que ces anciens résistants avaient été élus depuis peu au comité central car « le prestige résistant constitue, ou peut constituer, un capital politique qui n'est pas entièrement soumis à l'institution », selon Paul Boulland, ingénieur de recherche CNRS, pour qui leur mise à l'écart procède moins de leur passé résistant « que de sa mise en valeur entre 1944 et 1947 » et de la combativité qui a pu ou aurait pu s'exprimer lors des grèves de 1947-1948, y compris la « capacité à convaincre, diriger et organiser ».

## Crime du 19 février, arrestation, aveux et nouvelle version du 29 février
Dans la nuit du 18 au 19 février 1951, l'incendie volontaire de trois hangars de paille autour de Grenay avait contraint les cultivateurs de la région à faire le guet. Deux d'entre eux surprennent et frappent d'un coup de bâton un rôdeur qui répond d'un coup de revolver, tuant l'un d'eux,.
La police arrête le lendemain un mineur de la région, Paul Pronnier, chez qui on a retrouvé le revolver Parabellum qui a servi au crime et un fusil-mitrailleur tchèque Škoda avec ses munitions. Il  met d'abord son comportement de la veille sur le compte de l'ivresse,. Mais cette version semble peu crédible et le 29 février 1951, dix jours plus tard, il change son système de défense. Se présentant comme syndicaliste et militant du parti communiste, il affirme qu'au cours d'une réunion à Sallaumines, présidée par le secrétaire de la Fédération CGT du sous-sol, il avait été décidé de « constituer des groupes de choc qui devaient commettre des sabotages et les attribuer aux ennemis du parti communiste » : il n'aurait été que le simple exécutant. Le suspect déclare ainsi avoir agi sur ordre du Parti communiste, puis promet de faire de nouvelles « révélations », laissant soupçonner qu'il a joué un rôle d'agent double, même si le juge d'instruction et les jurés n'ont finalement rien retenu de ses allégations,.
Il met tout d'abord en cause trois cadres du Parti communiste français, dont deux du comité central, les ex-résistants Roger Pannequin et Joseph Legrand, ainsi qu'Eugène Glorieux, trésorier des mineurs CGT. Ce dernier l'aurait convoqué pour une « action immédiate » par un coup de téléphone du 15 février, à la suite de la réunion à Sallaumines, organisée selon lui pour discuter d'actes de sabotage. Seule une fiche téléphonique donnée à la presse par la police atteste d'un appel entre deux locaux syndicaux.
Aucune trace de cette réunion n'est retrouvée non plus. Les expertises psychiatriques décrivent à son sujet une « intelligence vive, peu sensible, égoïste, volontiers opportuniste, doué d'un sens moral élastique et complaisant ». Roger Pannequin affirme de son côté que Pronnier a tenté, une semaine après le meurtre, de devenir son garde du corps, sans dévoiler son identité ni d'ordonnateur de cette mission.

## Enquête

### Armes trouvées lors des perquisitions
Mineur de fond, licencié en 1948, Paul Pronnier avait été réembauché peu après aux ateliers centraux, avec l'appui d'un cadre militant au RPF, Florent Guilly, qui faisait régler ses dépenses au café-restaurant « Mercredi » à Liévin. Malgré l'absence de preuves ou indices, la police perquisitionne, auditionne et confronte les personnes qu'il met en cause. L'affaire se scinde alors en deux : d'un côté les incendies et le meurtre, dont Pronnier est le seul coupable, de l'autre des détentions d'armes, sans lien établi avec le meurtre. Le 5 mars, après deux semaines d'enquête, dix perquisitions de la police ont découvert en tout deux vieux fusils Mauser, un parabellum et quatre autres revolvers. Le 3 mars Pronnier n'est pas chez lui le jour de la perquisition de la police chez lui et la presse de droite l'accuse d'avoir fui.
Trois inculpations seront prononcées le 13 mars pour détention ou transport d'armes et de munitions, celles de MM. Roussel, Dupuich et Laurent, cependant laissés en liberté. Le même jour, la presse annonce que Pannequin et Legrand, dirigeants du Parti communiste, sont entendus par la Justice sans préciser pourquoi.
L'accusé affirme que son fusil mitrailleur Skoda lui venait d'un militant communiste, M. Bacqueville, et ce dernier commence d'abord par démentir, puis, au cours d'une confrontation dans le cabinet de M. Boudes, juge d'instruction, reconnaît qu'il a donné l'arme à Pronnier afin « qu'elle fût mieux cachée ».
Le 18 mars, dans une interview donnée au quotidien communiste régional Liberté, Auguste Lecœur semble encourager les déclarations de Pronnier : il déclare que « Le comité fédéral a vérifié s'il est exact que des membres du parti avaient conservé des armes » et que « les membres du parti, s'il s'en trouve, qui en ont conservé, sont à chaque instant susceptibles de servir la provocation contre le parti (...) c'est pourquoi des mesures d'exclusion seront prises à leur égard ».

### Liens entre l'accusé et la direction des Houillères
Les 4 et 5 mars, la presse découvre Florent Guilluy, qui rencontrait Pronnier au moins deux fois par mois dans un estaminet et dans un tabac, à Liévin . Guilluy confirme, mais assure d'abord que Pronnier était « un compagnon de la Résistance, sans plus ». Le journal L'Humanité dénonce Guilluy comme « l'homme de confiance » des houillères pour le groupe de Liévin.
Le quotidien communiste reste globalement discret sur l'affaire, surtout à partir du moment où elle se dégonfle : il dénonce à la fois « un provocateur introduit sous le couvert de la Résistance dans la classe ouvrière par les services de police », accusant le même Pronnier « d'avoir essayé d'entraîner d'anciens résistants dans une activité de provocation trotskiste », puis Giully d'être un militant du RPF, le parti politique fondé par Charles de Gaulle le 14 avril 1947, et d'avoir su que Pronnier possédait un fusil-mitrailleur.
Pronnier finit par reconnaître qu'il est resté au PCF malgré ses désaccords de fond depuis les grèves de 1948, pour informer des milieux patronaux, en particulier Jean Michaux, directeur des Houillères du bassin du Nord et du Pas-de-Calais pour le secteur de Lens Liévin, qui deviendra l'année suivante le patron de fait du Racing Club de Lens, même si le président officiel est depuis vingt ans Louis Brossard.

### Révélations sur un autre assassinat en 1944
Pronnier avait été mêlé sept ans plus tôt à une autre affaire d'assassinat, celui, par deux hommes armés de mitraillettes, de François Bigot,le président de la caisse de secours mutuels des mines de Liévin, accusé de collaboration avec les Allemands, révèle le quotidien Le Monde le 5 mars.
Ce dernier avait été retrouvé mort à son domicile 8 juin 1944, mais une enquête n'avait été ouverte que deux ans après le meurtre, en 1946 établissant que l'un des deux meurtriers était Paul Pronnier, alors âgé de vingt-deux ans.
Le journal Le Monde affirme aussi, le 5 mars, qu'au moment de l'ouverture de cette enquête, André Pierrard avait informé les enquêteurs que le comité de résistance de Liévin avait reproché au même François Bigot l'arrestation et la mort de plusieurs patriotes sous l'Occupation. Animateur de la résistance dans le Pas-de-Calais pendant la guerre, André Pierrard était ensuite devenu député communiste d'un autre département, le Nord, car basé à Dunkerque.

### Accusations de Pronnier sur d'autres meurtres remontant à 1944
Un peu plus tard, l'accusé continue à accuser à son tour, concernant des crimes vieux de sept ans, selon le journal Le Monde. On apprend qu'il aurait accusé Jean Blin, ex-FTP, ouvrier électricien à Liévin, d'avoir abattu M. Degorgue, un débitant à Avion, en novembre 1944, et MM. Marlot, Manouvrier et Duchateau d'avoir exécuté, peu après la libération, M. Dumetier à Aix-Noulette (Pas-de-Calais).

### Révélations sur un3emeurtre, commis par le père de Pronnier
Le lendemain, des révélations sur un autre meurtre commis par Pronnier, sept ans plus tôt, dès 1944 sont publiées par Le Monde, qui révèle cette fois que son propre père en avait commis lui-même un, sans subir de condamnation très lourde.
Le 6 mars 1951, on apprend que l'avocat Me Guilluy, à qui Pronnier avait fait appel pour le défendre, se récuse car il est le cousin du cadre des Houillères accusé par L'Humanité-Dimanche d'avoir utilisé Pronnier comme indicateur.
Quelques années, plus tôt, en tant que procureur à Saint-Omer, il avait requis contre le père de Paul Pronnier, dans une autre affaire de meurtre, ce qui avait abouti à une condamnation à cinq ans de travaux forcés pour le père de Paul Pronnier.

## Condamnation à mort par la Cour d'assises
L'enquête n'ayant pas permis d'avancer, l'avocat général Gobert, dans son réquisitoire, a écarté l'hypothèse des ordres donnés par le Parti communiste, tout en estimant que rien non plus « ne permet de suspecter les Houillères ». Paul Pronnier est condamné par le jury populaire, qui suit les réquisitions du Parquet, à la peine de mort, après vingt-cinq minutes de délibération, le 21 novembre 1951, à la cour d'assises de Saint-Omer.
Roger Pannequin dit à la fin de l'audience qu'il croyait « qu'ils le sauveraient ».
Le journal Le Libertaire, pourtant fermement opposé à la peine de mort, rédige au moment du procès un article souhaitant la condamnation de l'accusé, ce qui entraîne dans le numéro suivant, daté du 30 novembre 1951, la réaction indignée de Jean-Louis Bédouin et Jean-Schuster, s'insurgeant au contraire contre la décision du jury populaire d'assises. 
De son côté, la revue Esprit, alors contrôlé par des militants communistes fidèles à la direction du PCF, relate cette condamnation par un court article de Jacques Richet dans son numéro de février, présentant Pronnier comme « informateur des Houillères, presque bénévole » mais aussi un ancien « résistant, héros en puissance », ayant combattu sous le pseudonyme de « capitaine homologué Guy » qui aurait ensuite déserté en 1945 « sans raisons » et de ce fait été privé son grade, ne devant qu'à son passé de résistant de n'être « pas passé en conseil de guerre ».
L'année suivante, Auguste Lecoeur apporte la preuve que Pronnier obtenait indûment des billets de malade à la caisse de secours des mines de Liévin, ce qui force ses administrateurs à porter plainte contre Florent Guilly, un cadre des Houillères et militant au RPF, qui faisait aussi régler les dépenses de restaurant de Paul Pronnier.

## Cassation et jugement définitif aux Assises du Calvados
Le jugement de la Cour d'assises de Saint-Omer est infirmé seulement quelques mois plus tard en cassation, car l'un des témoins, le commissaire de police de Liévin, n'avait pas prêté serment. Il avait simplement été « entendu en vertu du pouvoir discrétionnaire » du président de la Cour d'assises, ce qui n'avait pas été mentionné au procès-verbal d'audience, en violation de l'article 269 du code d'instruction. La Cour de cassation estime donc qu'une autre Cour d'assises doit être appelée à juger Paul Pronnier.
Finalement, c'est la cour d'assises du Calvados qui a le dernier mot le 9 juillet 1952 en condamnant cette fois Pronnier à la peine des travaux forcés à perpétuité. Durant ce nouveau procès, les deux parties qui s'opposent conviennent que Pronnier n'avait pas ordre de tuer, mais de mettre le feu, mais attribuent chacune cet ordre à l'autre partie.
Florent Guilly, chef de service aux Houillères, et son informateur Pronnier accusent le PCF. Ce dernier accuse, lui, Florent Guilly.
Le médecin psychiatre confirme que l'accusé est responsable de ses actes.
Son avocat André Guilly, qui ne s'est finalement pas récusé, contrairement à ses déclarations du printemps 1951, bien qu'il soit cousin du dirigeant des Houillères, fait valoir que son client n'a été qu'un instrument, exposé ensuite à la vindicte, mais aussi « la victime d'une époque », commente le quotidien Le Monde.
Son autre avocat, Roger Desportes, réclame sa remise en liberté, et dénonce « les fautes de ceux qui armèrent son bras », observe encore Le Monde.
André Guilly axe sa plaidoire sur les tracts édités par le PCF de Bully-Grenay au lendemain du crime accusant les « groupes de choc du RPF », estimant singulier qu'ils « aient pu paraître aussi vite ». Deux témoins démontent cet argument : Roger Pannequin apporte des journaux communistes de l'époque comme preuve que ces tracts ne sont pas sortis le 19 février au matin, mais seulement le 21. Il observe que ce n'est finalement pas le RPF, mais la direction des houillères qui a commandé de mettre le feu, sans prévoir qu'un homme serait tué.
Joseph Legrand, évincé de la direction fédérale du PCF du Pas-de-Calais, qui a aussi depuis quitté le parti, l'appuie : sans ces journaux régionaux, « jamais on ne serait allé aussi loin » dans l'enquête, qui a selon lui établi la complicité des Houillères. Pronnier voulait quitter le PCF, car "écœuré", mais les Houillères l'avaient prié d'y rester, reconnaît dans son témoignage Florent Guilly.
Le procureur de la République, Henri Guérin-Villeaubreil, déplore dans son réquisitoire que les jurés du Pas-de-Calais aient été exposés à une pression partisane et affirme son intime conviction que Pronnier a reçu ses ordres du PCF, mais doit reconnaître qu'il n'en a pas la preuve formelle et que les dirigeants des Houillères ont une certaine responsabilité morale.

## Indemnité à la famille de la victime
Finalement, le jury le condamne à la perpétuité et accorde deux millions de francs de dommages-intérêts à la veuve de François Beaucamp, l'agriculteur tué par Pronnier en février 1951, un demi-million à son fils aîné et un million à chacun de leurs trois autres enfants.

## Réactions de la direction du PCF

### Commission d'enquête interne du PCF
Le quotidien régional de centre-droit La Voix du Nord se fait l'écho de ce qui apparaît comme des « purges » politiques. Les conclusions prises par le PCF dès le début de l'affaire seront interprétées par les historiens comme le « premier changement d'angle d'attaque » dans les efforts de Maurice Thorez, Jacques Duclos, et leur entourage, pour écarter les ex-résistants qui pouvaient leur faire de l'ombre. Selon André Pierrard, qui a participé à la commission d'enquête interne lancée très vite par le PCF, « pour tout le monde à l'intérieur du PCF » ce sera « une victoire de Duclos sur Lecœur » avec pour résultat que Roger Pannequin a vu brutalement son amitié avec Lecœur « brisée ».
Auguste Lecœur est accusé d'être responsable de l'affaire car elle a lieu dans son département. Il se rallie tout de suite, « car s'il ne le faisait pas il s'accuserait », à la décision de créer une commission d'enquête interne au PCF, confiée à Léon Mauvais à qui il avait succédé un an plus tôt au poste de secrétaire l'organisation du PCF. C'est Lecœur « le premier "consulté » par cette commission, et il accepte de l'orienter dans la direction demandée par Jacques Duclos car il a « voulu se protéger en sacrifiant des camarades proches de lui ». Deux de ses principaux lieutenants, André Pierrard et Roger Pannequin, sont alors convoqués, car soupçonnés d'avoir connu Pronnier. Pannequin dément catégoriquement qu'il ait été son garde du corps et révèle que Pronnier a tenté, après le meurtre, d'occuper cette fonction, sans dévoiler son identité. André Pierrard, le seul qui ait eu affaire à lui dans la Résistance, en tant que responsable « politique » du Pas-de-Calais à partir de juillet 1943, indique qu'il a un reçu des sommes remises à Pronnier pour un transfert. Alors que rien n'est encore sorti de l'enquête, cette commission « cherche à savoir qui a fait de Pronnier, simple FTP en 1944, un élément relativement important du service d'ordre de l'appareil fédéral », témoignera André Pierrard. Ce soupçon de promotion dans l'appareil fédéral sera réduit à néant par l'enquête de justice, qui prouvera que Pronnier n'avait en fait obtenu aucune promotion et aucun rôle.

### La seconde chance donnée à Lecœur et Pannequin par Thorez et Duclos
Le numéro des Cahiers du communisme de mai 1951 qui rend compte de l'affaire Pronnier comporte plusieurs articles donnant une « seconde chance » à deux responsables PCF du Pas-de-Calais, soupçonnés par leur propre parti, sans autre indice que les déclarations de l'accusé, de ne pas s'être assez méfiés de lui, en particulier Roger Pannequin, dont Pronnier s'est prétendu le garde du corps après le meurtre. En échange, Pannequin et Lecœur doivent accepter de revenir sur la grève des mineurs de 1941, pour son dixième anniversaire, en des termes conformes aux souhaits du binôme qui dirige le PCF, Maurice Thorez et Jacques Duclos. Ainsi l'article qu'y consacre Roger Pannequin accepte de reprendre la légende voulant que cette grève trouve son origine dans « l’appel historique, lancé sur le sol national par Maurice Thorez et Jacques Duclos » en 1940, alors qu'ils se trouvaient tous deux à l'étranger. Auguste Lecœur, qui comme Pannequin n'avait jusque-là jamais accrédité cette version contestée, est par ailleurs cité dans cet article de mai 1952, où il relativise la dimension patriotique de cet événement, en écrivant que « si cette grève n’avait pas été déclenchée avant l’agression hitlérienne contre l'URSS, nous l’aurions déclenchée le jour même, tant il est vrai que la corporation minière, en tout lieu et en tout temps, sautera à la gorge de tout agresseur du pays du socialisme».

### Accusations, au sein du PCF, d'infiltration par la police
Le même numéro des Cahiers du communisme de mai 1951 comporte plusieurs articles évoquant longuement l'affaire Pronnier, dont un d'André Vieuguet, directeur de l'École centrale du PCF et secrétaire de Jacques Duclos, numéro deux du parti, et numéro un de fait par intérim, en raison de la maladie de Maurice Thorez. L'article  d'André Vieuguet accuse à mots couverts Auguste Lecœur, rival de Jacques Duclos, de n'avoir pas tiré les conclusions dans sa propre région, d'information révélées par L'Humanité du 11 décembre 1950, sur des directives qui auraient été adressées par Eugène Thomas, secrétaire d'État à l'intérieur, aux services de la police et aux préfets, pour « faire apparaître » le PCF comme séditieux. André Vieuguet souligne qu'Auguste Lecœur lui-même ne pouvait l'ignorer car il en a ensuite parlé quatre mois plus tard, après le début de l'affaire Pronnier, dans une série d’articles dans L'Humanité du 14 au 20 mars.
Particulièrement violent contre la police en général, sur le fond comme sur la forme, même si elle n'en est ni l'enjeu ni le sujet central, l'article affirme dans un intertitre « il faut développer la haine du flic », en prétendant que « la bourgeoisie s’appuie de plus en plus sur sa police, dont elle gonfle les effectifs pour tenter de prolonger sa domination de classe qu’elle sent de plus en plus menacée ».
L'article fait un lien entre cette affaire Pronnier et la lutte du PCF pour expulser de ses rangs tous les suspects de titisme : il souligne que Guy Mollet, secrétaire général de la SFIO et son leader dans le Pas-de-Calais, recevait « Mosha Pjade, le lieutenant de Tito » le 21 mars, et « demandait que cette prise de contact fût suivie à l’avenir d’échanges nombreux et fructueux ». L'article enchaîne en rappelant qu'Eugène Thomas est du même parti, en déduisant qu'avec « les appuis qu’elle trouve à l’extérieur, la police s’attache surtout à la provocation de l’intérieur » du PCF et de la CGT.

### Rapprochement avec les exclusions à Chartres
S'en prenant aussi brutalement à des militants du PCF coupables de ne pas assez cultiver le culte de la personnalité de Maurice Thorez, mais en invoquant d'autres motifs, ce même article affirme qu'il faut « liquider la copinerie et l’esprit de famille comme principe de montée des cadres » et à plusieurs reprises associe l'affaire Pronnier du Pas-de-Calais à une autre, dans le département d'Eure-et-Loir, où les publications du PCF se montrent également haineuses envers les policiers. Dans ce département, le premier secrétaire fédéral Élie Michel, est lui aussi exclu, au même moment, comme celui du Pas-de-Calais. Un article du quotidien régional L’Écho Républicain de 1951 constate un « nombre important d’exclusions récentes de membres du PCF à Chartres » parmi lesquelles celle Élie Michel, soupçonné de, collusion avec le RPF et de « clémence à l’égard de collaborateurs, contre de l’argent, à l’époque des procès de l’épuration ». Son exclusion du PCF semble ainsi liée aussi à l'accusation d'être un indicateur de la police. En 1944, Élie Michel était président communiste du Comité départemental d'Eure-et-Loir, et il avait ensuite signé le 20 janvier 1946, un éditorial dans l'hebdomadaire du PCF L'Eure-et-Loir, pour réclamer la peine de mort contre le commissaire Charles Porte, mis en cause sept mois plus tôt, le 20 juin 1945, par un mandat d'arrêt signé par le juge d'instruction, Louis-Roger François, pour « intelligence avec l'ennemi », les communistes lui reprochant le décès de 4 résistants pendant la guerre.
Parmi les autres exclus, Maurice Laîné à qui le PCF a reproché de s’afficher en compagnie d’un policier ami d’enfance, le futur commissaire Maurice Bouvier, qui sera plus tard lié à des dossiers politiques dans la lutte anti OAS en 1962, ou dans l'affaire Ben Barka en 65. C'est l'époque où au sein du PCF « tout rapport avec un policier » devient alors « interdit aux militants », selon les historiens, mais surtout un prétexte pour se débarrasser des rivaux ou contradicteurs.
Le 30 septembre 1949, Charles Porte, avait bénéficié d'un non-lieu après avoir été blanchi par le parquet de la cour de justice de la Seine, mais il ne l'avait appris qu’en février 1951, avant d'obtenir sa réintégration dans la police en juin 1951 à Melun, comme commissaire divisionnaire, violemment contestée par le PCF, qui accuse Élie Michel de complicité.

### Legrand destitué, blâmes "internes" contre Camphin et Pannequin
Le Bureau Politique du PCF vote le 6 avril 1951, une résolution spéciale condamnant sévèrement sa fédération du Pas-de-Calais d'avoir oublié les « règles les plus élémentaires de la vigilance, et permis de ce fait l'infiltration dans le parti du policier et provocateur Pronnier ». Ses membres apprennent à la fin d'une réunion du comité central, par une intervention inopinée de Lecœur, qu'un blâme « interne » est donné à René Camphin.
Joseph Legrand, numéro un de la fédération du Pas-de-Calais, est éliminé de tous les postes importants, tandis qu'une série de mutations désorganise la cette fédération.
L’enquête interne du PCF affirme que Pronnier fournissait au journal de la fédération SFIO du Pas-de-Calais, L'Espoir, les comptes rendus des réunions de la section PCF de Liévin, dont l'un parut intégralement dans le numéro du 1er janvier 1950 et Joseph Legrand est accusé d'avoir laissé faire puis d'avoir en juin 1950, annoté de sa main une information selon laquelle Pronnier et son père avaient participé à des actions de gangstérisme, mais sans intervenir.
Joseph Legrand sera réhabilité en 1970 par le PCF et élu conseiller général de 1973 à 1979, maire de Carvin en 1977, mais aussi député de la 1re circonscription du Pas-de-Calais en 1973.
En 1952-1953, la direction du PCF évincera André Marty, son numéro trois, Charles Tillon, fondateur et commandant en chef des Francs-tireurs et partisans, et Georges Guingouin, chef des maquis du Limousin. En 1953, elle demande à Lecœur d'évincer Roger Pannequin, qui perd son emploi, et Lecœur est lui-même évincé quelques mois plus tard. Au moment de la Bataille du charbon de 1945-1947, Roger Pannequin avait salué le départ des ministres communistes du gouvernement en 1947, selon lui plébisicitée par beaucoup de militants mineurs du PCF. Dans les années 1970 et les années 1980, il publiera plusieurs livres de souvenirs remarqués, notamment Ami, si tu tombes et Adieu camarades, les deux plus connus. Il prendra aussi la parole sur le podium de la Mutualité pour des meetings en faveur des dissidents politiques en URSS.

## Conséquences

### Résistance du PCF local aux législatives de juin 1951
Tous les quotidiens nationaux français ont couvert l'affaire, Le Monde y consacrant à lui seul une quinzaine d'articles, dont un s'interrogeant sur les conséquences sur les toutes proches législatives de juin 1951. Dans le Pas-de-Calais, où travaillent deux-tiers des mineurs de la première région charbonnière de France, le PCF est surtout présent dans l'une des trois circonscriptions, celle des principaux cantons miniers, où s'est déroulée l'affaire Pronnier. Il y culmine à 36,4 % le 17 juin 1951, sa liste menée par René Camphin gagnant un point, et la liste socialiste tombant à 25,5 % contre 28,5 % en 1946 et 38 % en 1945. Pour tout le département, le PCF obtient cinq députés, un de plus quen 1946. René Camphin, Gaston Dassonville et Auguste Lecœur, réélus, sont rejoints par Jeannette Prin et André Mancey. La liste rivale de la SFIO (socialistes) est pourtant menée par son secrétaire général, Guy Mollet, député-maire d'Arras, ex-président du conseil général, qui sera  plus tard désigné Président du conseil, après les législatives du 2 janvier 1956 gagnées par le Front républicain.
Sur l'ensemble du Nord-Pas-de-Calais,, le PCF reste au plus haut, à 29,7 % alors que la SFIO y perd 3,5 points pour revenir à 24,6 % et même sept points par rapport aux législatives de 1945, où elle dominait encore la région avec 31,8 % des voix.
L'envoyé spécial du quotidien Le Monde, chargé de couvrir ces élections dans le Pas-de-Calais, estimait que pas mal de secrétaires de sections du PCF du département « n'ont pas encaissé » qu'il y ait eu des « purges locales » après l'affaire Pronnier, en observant qu'ils « se répandent en doléances. Ce n'est pas dire qu'ils offriront leurs suffrages à d'autres listes. Ils s'abstiendront sans doute, avec quelques amis ». Ceux qui anticipent un recul communiste dans la région « invoquent l'affaire Pronnier, les scandales des caisses de secours, le mouvement de Lemoine », indique le journal, pronostics démentis quelques jours après.
Mais à l'échelle nationale, le PCF subit au contraire un recul global de deux points à ces législatives de juin 1951, même s'il conserve 26 % des voix, tandis que le RPF devient le premier parti de l'Assemblée, en gagnant plus de huit points.
Lors des précédentes législatives, en 1946, le PCF avait au contraire gagné deux points à l'échelle nationale. Mais en 1951, sa direction craignait de subir un reflux en raison du coût économique et humain de la grève des mineurs de 1948, stoppée par une répression très dure de la police et des centaines de sanctions pour les ouvriers.

### Défiance entre leaders du PCF du Pas-de-Calais
L'affaire Pronnier marque l'accélération des purges politiques des années 1950 à la direction du PCF. Le principal visé est le héros de la résistance Auguste Lecœur, rival de Maurice Thorez et Jacques Duclos à la direction du PCF. Dès 1950, il avait accepté l'éviction, à la tête de la fédération du Nord, de Martha Desrumeaux, la seule négociatrice des accords de Matignon lors du Front populaire de 1936.
Malgré les bons résultats du PCF aux législatives de 1951 dans le Pas-de-Calais, ses trois leaders dans le département sont ensuite évincés en trois ans, alors qu'ils faisaient partie des principaux résistants français pendant la seconde guerre mondiale et siégeaient au comité central du PCF. Leur amitié est brutalement brisée et une profonde défiance lui succède. Le film du cinéaste Mosco montre la rage persistante de Roger Pannequin à ce sujet, quarante ans après, contre Auguste Lecœur qu'il accuse de trahison et de mensonge contre lui et René Camphin dans cette affaire. Dans sa colère, il le juge même responsable de l'éviction l'année suivante en 1952 d'autres grands résistants comme Charles Tillon et André Marty.
En 1953, la direction du PCF veut se débarrasser cette fois d'Auguste Lecœur et commence à multiplier les reproches contre lui, mais sans oser encore le destituer. Elle s'attaque aussi à Georges Guingouin, l'ex-leader de la Résistance intérieure dans le Limousin. René Camphin va alors soutenir Georges Guingouin, dans le Limousin mais ne fait rien pour Lecœur.
La direction du PCF demande ensuite en 1954 à René Camphin de participer à son tour aux accusations contre Auguste Lecœur, espérant qu'il se vengera. Il lui est demandé de l'accuser d'être en quelque sorte le responsable du sabotage d'un train qui avait causé 20 morts en 1947 à Arras, dans son secteur, même s'il vivait et travaillait alors à Paris au siège du PCF : Auguste Lecœur n'aurait pas suffisamment été vigilant sur l'infiltration du PCF par d'ex-résistants aventuristes ou incontrôlables, reproche qui a été fait en 1951 dans l'affaire Pronnier à Roger Pannequin, Joseph Legrand et René Camphin.
René Camphin, par ailleurs atteint d'un cancer des poumons depuis plusieurs années, et écœuré par l'éviction des anciens résistants au sein du PCF, parmi lesquels Georges Guingouin, qu'il est allé soutenir dans le Limousin, préfère alors se suicider. Il écrit la veille à Lecœur une lettre l'informant du chantage qu'on lui fait : s'il refuse de formuler cette accusation, le PCF la retournera contre lui Camphin. Mais Auguste Lecœur préfère ne pas la rendre publique, car il espère trouver une solution pour lui-même, d'abord à l'intérieur du PCF, puis quelques années après au sein de la SFIO, à laquelle il adhèrera.

### Chute électorale du PCF dans le Pas-de-Calais
L'éviction des cinq principaux leaders du PCF dans la région a remis en selle leur rival régional, Guy Mollet, député-maire SFIO d'Arras, ex-président du conseil général, qui avait au contraire perdu du terrain aux élections de 1946 et 1951. Lors des législatives du 2 janvier 1956, la SFIO, ralliée par Auguste Lecœur, a enrayé sa baisse et opéré un rebond partiel. Le « redressement commence à se produire » alors pour la SFIO mais il « se manifeste à peu près exclusivement dans des régions industrielles », particulièrement le Nord et certains départements de l'Est. Le poids relatif de huit départements dans les suffrages socialistes passe ainsi d'un peu plus du quart à tout près du tiers.
Si dans le Nord, les communistes accentuent leur avance sur la  SFIO (socialistes) dans certains secteurs, pour obtenir une égalité des scores sur le département, dans le Pas-de-Calais au contraire, le pourcentage des voix socialistes grimpe à 33,5 %, trois points devant le PCF, qui perd six points par rapport à 1951. Résultat, sur l'ensemble de la région, la SFIO (socialistes) arrive tout juste devant le PCF, alors qu'elle accusait un retard de cinq points en 1951, une évolution qui constitue un symbole important pour son leader régional Guy Mollet.
Plusieurs fédérations  SFIO font alors voter leurs adhérents le week-end suivant pour savoir s'il faut un gouvernement à direction socialiste ou axé sur un front populaire, certaines exigeant de décliner toute offre du PCF . Ce redressement de la  SFIO (socialistes) a contribué à la victoire nationale du Front républicain, mené par Pierre Mendès-France, mais cependant moins que la contribution d'une autre composante, le parti radical, dirigé par Mendès-France. Le président de la République René Coty lui préfère alors Guy Mollet, pour le poste de Président du conseil. Guy Mollet cède ensuite devant les ultras de l'Algérie française en poursuivant la guerre d'Algérie, qui va durer jusqu'en 1962, alors que la décolonisation engagée en Tunisie et au Maroc par Mendès-France en 1954, est achevée dès 1956.
Dans ce département du Pas-de-Calais, Joseph Legrand, principale victime de l'affaire Pronnier de 1951 est réhabilité par le PCF en 1970, année de l'entrée en politique d'Eugénie Camphin, mère de son ami René Camphin, autre victime de l'affaire. Legrand est élu député du Pas-de-Calais de 1973 à 1986 et maire de Carvin de 1977 à 1985, prenant ces deux sièges au parti socialiste. La SFIO, devenue Parti socialiste depuis 1971, avait entre temps accru son leadership sur le Pas-de-Calais, qui s'étend encore dans les années 1980, jusqu'à obtenir 11 des 14 circonscriptions en 1988, contre deux à la droite et une à son allié proche le MRG. Le Parti socialiste chutera à son tour dans le Pas-de-Calais dans les années 2010 face au vote Rassemblement national. En 2017, ce parti obtient quatre de ses huit sièges de députés dans le Pas-de-Calais, où PCF et PS viennent de perdre tous leurs sièges, alors que le PCF en a conservé deux dans le département voisin du Nord, dont celui de son secrétaire général Fabien Roussel.

## Chronologie
- Juin 1950 : Joseph Legrand annote de sa main une information selon laquelle Pronnier et son père avaient participé à des actions de gangstérisme[23], mais sans intervenir[23].
- 13 janvier 1951 : 1re alerte d'Henri Grave, délégué mineur à la sécurité à la fosse de Bruay en Artois.
- Janvier 1951 : des grèves  pour les salaires démarrent dans les mines. FO y « pousse le plus » et obtient une entrevue avec Henri Queuille.
- 28 janvier 1951 : Arthur London arrêté, torturé et pour 27 mois à l’isolement absolu dans la prison de Ruzyn.
- Printemps 1951 : des conseillers soviétiques viennent à Prague trouver des accusateurs tchèques contre « le juif Slansky ».
- 2 février : Lecœur réunit à Lens des centaines de délégués CGT en prévision d'une grève[56].
- 5 février : nouvelle alerte d'Henri Grave à Bruay en Artois.
- 7 février : le coup de grisou à Bruay en Artois fait 12 morts.
- 19 février : Paul Pronnier tue un des deux paysans le poursuivant.
- Fin février 1951 : le slovaque Clémentis Husak, ex-ministre des affaires étrangères, arrêté pour « espionnage »[57].
- 29 février : Pronnier change de défense, accuse Roger Pannequin.
- 3 mars : Pannequin absent lors d'une perquisition, la presse de droite l'accuse.
- 5 mars : L'Humanité écrit que « La bande Clementis-Slansky voulait prendre contact avec des espions au sein des partis communistes français et italien »[58], allusion à Husak, arrêté fin février 1951[57]. Il est considéré comme complice de Sling, secrétaire régional de Brno, qui sera exécuté en 1952, l'année où Maurice Thorez charge Marcel Servin d'aller chercher à Prague dans les archives de Rudolf Slánský, des documents à charge sur André Marty[59],[58].
- 4 et 5 mars : la presse découvre Florent Guilluy, qui rencontrait Pronnier.
- 5 mars : bilan des perquisitions.
- 5 mars : Le Monde révèle que Pronnier fut accusé de meurtre en 1944.
- 6 mars : Me Guilluy se récuse car il est le cousin du cadre des Houillères utilisant Pronnier comme indicateur.
- 13 mars : trois inculpations pour détention ou transport d'armes: Roussel, Dupuich et Laurent.
- 18 mars : interview d'Auguste Lecœur au quotidien communiste régional Liberté.
- 14 au 20 mars : série d’articles de Lecoeur dans L'Humanité.
- 6 avril : résolution spéciale du bureau Politique du PCF contre le Pas-de-Calais, Camphin blâmé, Legrand destitué.
- 18 avril : Lecœur menace d'exclusion les militants communistes qui auraient conservé des armes.
- Mai : les Cahiers du communisme d'André Vieuguet accusant à mots couverts Lecœur et de Pannequin sur le rôle de Thorez en 1941.
- Juin : progrès du PCF local aux législatives.

## Filmographie
L'Affaire Pronnier et ses conséquences sont évoquées par le réalisateur Mosco Boucault dans Mémoires d'Ex, son film de 1991 en trois parties, en particulier dans la troisième, Suicide au comité central.